# Seznam děl Jana Letzela
Seznam děl Jana Letzela, sestavený podle publikace Jan Letzel: Japonsko – země, kterou jsem hledal: Edice dopisů architekta Jana Letzela (1880 Náchod – 1925 Praha) z let 1907–1924
Názvy budov, míst a institucí jsou uváděny tak, jak jsou napsány v korespondenci Jana Letzela. Pouze tam, kde je znám jednoznačný český ekvivalent, je název nebo jméno opraveno.
| pořadí | stavba                                                                            | návrh / realizace             | obrázek | místo              | adresa                   | rok       | spoluautor                                           | poznámka                                                                      |
| ------ | --------------------------------------------------------------------------------- | ----------------------------- | ------- | ------------------ | ------------------------ | --------- | ---------------------------------------------------- | ----------------------------------------------------------------------------- |
| 1      | Hotel U arcivévody Štěpána (Hotel Evropa)                                         | realizace                     |         | Praha              | Václavské náměstí 826/25 | 1903–1905 | Bedřich Bendelmayer, Alois Dryák, Bohumil Hübschmann | úprava vnějších kovových prvků průčelí a návrh hotelové čajovny               |
| 2      | Lázeňský dům Dvorana                                                              | realizace                     |         | Lázně Mšené        | Lázeňská č. p. 7         | 1905      |                                                      | samostatný návrh a stavební dozor, červenec – září 1905                       |
| 3      | Práce pro Fabrizia Pashu                                                          | návrhy                        |         | Káhira, Alexandrie |                          | 1905–1906 | Fabrizio Pasha                                       |                                                                               |
| 4      | Vila paši Abd El Rahima                                                           | realizace                     |         | Káhira             |                          | 1906      | Fabrizio Pasha                                       |                                                                               |
| 5      | Deutsches Haus                                                                    | realizace                     |         | Jokohama           |                          | 1907      | Georg de Lalande                                     |                                                                               |
| 6      | Oriental Hotel                                                                    | realizace                     |         | Kóbe               |                          | 1908      | Georg de Lalande                                     |                                                                               |
| 7      | Úpravy německého vyslanectví                                                      | realizace                     |         | Tokio              |                          | 1908      | Georg de Lalande                                     | vnitřní výzdoba a Velký sál                                                   |
| 8      | Budova ruského vyslanectví                                                        | realizace                     |         | Tokio              |                          | 1908      |                                                      |                                                                               |
| 9      | Švédské vyslanectví                                                               | realizace                     |         | Tokio              |                          | 1908      |                                                      |                                                                               |
| 10     | Francouzské vyslanectví                                                           | realizace                     |         | Tokio              |                          | 1908      |                                                      |                                                                               |
| 11     | Vila pro ministra ferančiho                                                       | realizace                     |         | Tokio              |                          | 1908      |                                                      |                                                                               |
| 12     | Vila pro barona Hayakaru                                                          | realizace                     |         | Tokio              |                          | 1908      |                                                      |                                                                               |
| 13     | Vila pro milionáře Takatu                                                         | realizace                     |         | Tokio              |                          | 1908      |                                                      |                                                                               |
| 14     | Zámeček pro knížete Goto                                                          | realizace                     |         | Tokio              |                          | 1908      |                                                      |                                                                               |
| 15     | Škola a penzionát Seishin Gakuin řádu Sacre Coeur, brána                          | realizace                     |         | Tokio              | Shirokanedai             | 1908–1909 |                                                      |                                                                               |
| 16     | Tokyo Club                                                                        | projekt                       |         | Tokio              |                          | 1908      |                                                      |                                                                               |
| 17     | Seishin Women's School (dívčí škola řádu Sacre Coeur)                             | realizace                     |         | Tokio              | Shiba                    | 1909–1911 | Karel Jan Hora                                       |                                                                               |
| 18     | Nová škola Étoile du Martin pro řád sester Sacre Coeur                            | realizace                     |         | Tokio              |                          | 1911      |                                                      |                                                                               |
| 19     | Lurdská jeskyně                                                                   | realizace                     |         | Tokio              |                          | 1910      |                                                      |                                                                               |
| 20     | Škola a pensionát Yotsuya-Mon pro řád Étoile du Martin                            | realizace                     |         | Tokio              |                          | 1909–1911 |                                                      |                                                                               |
| 21     | Obchodní dům Oppenheimer                                                          | projekt                       |         | Jokohama           |                          | 1909      |                                                      | dokumentace pravděpodobně zničena při požáru kanceláře v roce 1909            |
| 22     | Přístavba rakousko-uherského vyslanectví                                          | projekt                       |         |                    |                          | 1910      |                                                      | nerealizováno                                                                 |
| 23     | Jednoduchý a levný domek s doškovou střechou z nehořlavé slámy                    | projekt                       |         |                    |                          | 1910      |                                                      | nerealizováno                                                                 |
| 24     | Vily pro Evropany                                                                 | projekt                       |         |                    |                          | 1910      |                                                      | nerealizováno                                                                 |
| 25     | Futuba Woman's School                                                             | realizace                     |         | Tokio              |                          | 1910      |                                                      |                                                                               |
| 26     | Residence barona dr. Nagayo (Baron Nagayo's Residence)                            | realizace                     |         | Tokio              | Azabufujimi-cho          | 1910–1911 | Karel Jan Hora                                       |                                                                               |
| 27     | Náhrobek Kláry Květoňové                                                          | realizace                     |         | Brno               | Ústřední hřbitov         | 1911      |                                                      |                                                                               |
| 28     | Projekty staveb v Tokiu                                                           | první cena na výstavě v Tokiu |         | Tokio              |                          | 1911      |                                                      |                                                                               |
| 29     | Eiseikwai, spolkový dům Hygienické společnosti (Japan Private Health Association) | realizace                     |         | Tokio              | Ōtemachi                 | 1910–1911 |                                                      | budova zničena během zemětřesení Kantó dne 1. září 1923                       |
| 30     | Rozšíření hotelu Seiyoken                                                         | realizace                     |         | Tokio              | Tsukiji                  | 1910–1912 | Georg de Lalande                                     | hotel zničen během zemětřesení Kantó dne 1. září 1923                         |
| 31     | Soutěžní návrh pro Tokijskou banku                                                | návrh                         |         | Tokio              |                          | 1912      |                                                      |                                                                               |
| 32     | Matsushima Park Hotel                                                             | realizace                     |         | Macušima           | Prefektura Mijagi        | 1912–1913 |                                                      |                                                                               |
| 33     | Vila pro pana Heinricha Böhlera, majitele firmy Böhler Crucible                   | realizace                     |         | Baden              | Pelzgasse 17             | 1913–1914 |                                                      |                                                                               |
| 34     | Jezuitská kolej Daigakkō - University of Jouchi (Sophia University)               | realizace                     |         | Tokio              | Yotsuya                  | 1909–1914 |                                                      | budova zničena během zemětřesení Kantó dne 1. září 1923                       |
| 35     | Obchodní a průmyslové museum                                                      | realizace                     |         | Hirošima           | Sarugaku-cho             | 1913–1914 |                                                      |                                                                               |
| 36     | Hotel v Mijadžimě                                                                 | realizace                     |         | Hirošima           | Mijadžima                | 1913–1917 |                                                      |                                                                               |
| 37     | Dvě restaurační budovy pro výstavu Taisho Exhibition                              | realizace                     |         | Tokio              | Ueno Park                | 1913–1914 |                                                      |                                                                               |
| 38     | Návrhy jezuitské školy, muzea v Hirošimě a hotelu v Matsušimě                     | návthy                        |         |                    |                          | 1914      |                                                      | vystaveno na výstavě Taisho Exhibition 1914                                   |
| 39     | Přestavba vyslanectví Rakousko-uherska                                            | realizace                     |         | Tokio              |                          | 1914      |                                                      |                                                                               |
| 40     | Přístavba školy Sacre Coeur                                                       | realizace                     |         | Tokio              |                          | 1914      |                                                      |                                                                               |
| 41     | Interiéry hotelu okyo Station                                                     | realizace                     |         | Tokio              |                          | 1915      |                                                      |                                                                               |
| 42     | Dům Dr. Bryana (Dr. Bryan's Residence)                                            | realizace                     |         | Tokio              | Šibuja                   | asi 1916  |                                                      |                                                                               |
| 43     | Ueno Seiyo-ken Hotel                                                              | realizace                     |         |                    |                          | 1917      |                                                      | V roce 1917 poničen tajfunem, zničen během zemětřesení Kantó dne 1. září 1923 |
| 44     | Budovy pro velkostatkáře Tomana, majitele lázní Mšené u Budyně                    | projekty                      |         | Mšené, Praha?      |                          | 1925      |                                                      |                                                                               |